# Altersglühen – Speed Dating für Senioren
Altersglühen – Speed Dating für Senioren ist ein deutscher Spielfilm des Regisseurs Jan Georg Schütte aus dem Jahr 2014. Der vorwiegend improvisierte Ensemblefilm wurde 2013 in Hamburg gedreht. Er erzählt von 13 Senioren zwischen Ende 60 und Mitte 80, die sich mittels Speed-Dating auf Partnersuche begeben.

## Handlung

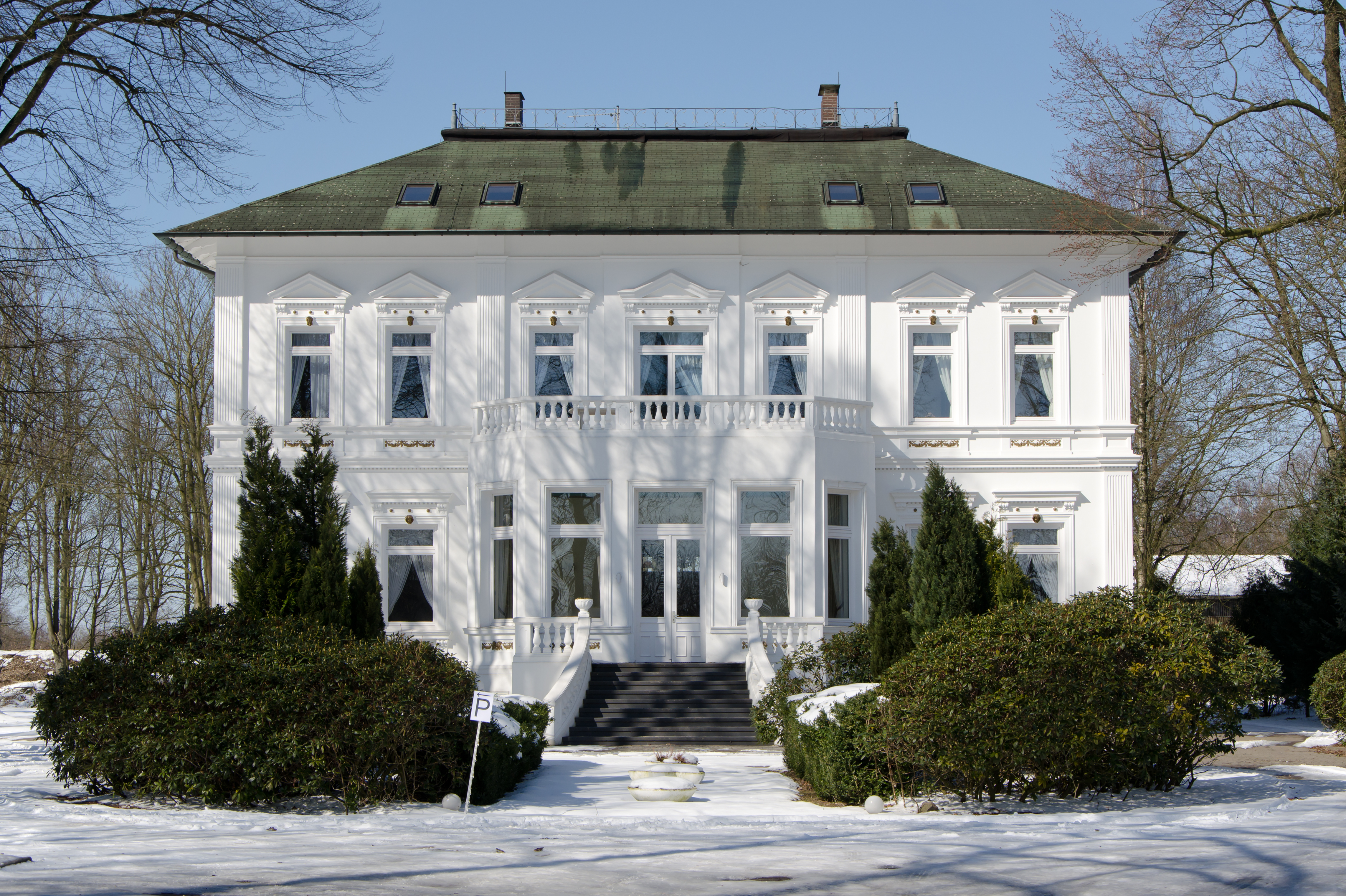
Herrenhaus Höltigbaum

Sieben Damen und sechs Herren im Alter zwischen Ende 60 und Mitte 80 finden sich zum Speed-Dating im Herrenhaus Höltigbaum in Hamburg-Rahlstedt ein. Darunter der pensionierte Lehrer Helge Löns, die erfolgreiche Wiener Geschäftsfrau Maria Koppel, die ehemalige Verlegerin Martha Schneider, Gärtnerin Clara Bayer, Putzfrau Edith Wielande, Malermeister Kurt Mailand, sein Mitbewohner Volker Hartmann, der russische Ex-Offizier Sergej Stern, Hobbydichterin Leni Faupel, Unternehmersgattin Christa Nausch, der ehemalige Museumswärter Hartmut Göttsche, der frisch verwitwete Johann Schäfer sowie Hilde Matysek, die Mutter des jungen Veranstalters. Gegen eine Teilnahmegebühr von 50 Euro erhalten sie die Möglichkeit, in jeweils sieben Minuten nicht nur ihr wechselndes Gegenüber, sondern auch deren unterschiedliche Beweggründe für ihre Teilnahme kennenzulernen.

## Hintergrund
Schüttes Altersglühen beruht auf dem gleichnamigen Hörspiel, das 2011 mit dem  Deutschen Hörspielpreis der ARD ausgezeichnet wurde.
Die Hauptspielzeit von Altersglühen entstand an zwei Tagen am 20. und 21. Juni 2013 in Hamburg. Regisseur Schütte ließ die Darsteller weitgehend improvisieren. Diese kannten nur die Biografie der eigenen Figur; keine Szene wurde mehr als einmal gedreht. Einzelne Sequenzen für den Abspann wurden wiederum Anfang Oktober 2013 gedreht. Produziert wurde der Film im Auftrag der ARD von der Riva Filmproduktion in Co-Produktion mit dem Westdeutschen (WDR) und dem Norddeutschen Rundfunk (NDR).
Aus dem insgesamt 21-stündigen Material wurde außerdem die Serie Altersglühen – Die Serie geschnitten. Sie konzentrierte sich in sechs Folgen à 25 Minuten auf jeweils einen der Teilnehmer und wurde zunächst von NDR und WDR ausgestrahlt.

## Rezeption

### Kritiken
„Was dieses Star-Ensemble zur Aufführung bringt, bewegt sich auf einer völlig anderen Umlaufbahn als all das, was wir normalerweise als Romantikprogramm rund um Darsteller jenseits der Lebensmitte zu sehen bekommen. Altersglühen ist kein Film über alte Leute. Es ist auch kein Film für alte Leute – sondern schlicht großes Theater im Fernsehformat“, befand Ursula Scheer von der Frankfurter Allgemeinen Zeitung. „Denn wenn die Funken zwischen den Darstellern fliegen, dann sind diese Momente tatsächlich aus dem Moment heraus entstanden und so überraschend für die Zuschauer wie für die Akteure. […] Das verleiht dem Ganzen eine Lebendigkeit und Wahrhaftigkeit, die einen immer weiter schauen und zuhören lassen will.“
„Wer sich Altersglühen mit den handelsüblichen Erwartungen unserer Omas an deutsche Fernsehdrehbücher und an die Schauspielkunst unserer Besten anschaut, wird leiden, wird es langweilig finden, spannungslos und peinlich“, urteilte Evelyn Roll von der Süddeutschen Zeitung in ihrer Rezension. Wenn man aber mit „der Akzeptanz des Konzepts den Film noch einmal sieht“, so Roll, „geschieht etwas ganz Bemerkenswertes: Wie von verdorbenen Sehgewohnheiten befreit, sieht man plötzlich, wie mutig, bezaubernd und berührend es ist, dass dreizehn etablierte Stars mit der Verletzlichkeit ihrer Figuren auch die eigene Verletzlichkeit ausstellen. […] Fast unglaublich, dass öffentlich-rechtliche Sender so ein umstürzendes Werkstattexperiment möglich machen und zur besten Sendezeit zeigen.“
Tobias Bühlmann von der Neuen Zürcher Zeitung schrieb in seiner Kritik: „Die Ausgangslage von Altersglühen ist vielversprechend […] Doch wohl gerade weil die Beteiligten nur eine Beschreibung ihrer Protagonisten erhielten anstelle ausformulierter Zeilen, wirken viele Figuren holzschnittartig und lassen Tiefe vermissen. Da verleiht dem Film auch die mit fortschreitender Zeit zunehmende Schnittkadenz nicht mehr Dramatik. Einzelne Schauspieler – allen voran Mario Adorf – vermögen zwar durchaus zu brillieren, doch das erwartete Feuerwerk bleibt aus.“
Barbara Möller von der Welt bezeichnete Altersglühen als „Wunderwerk von einem Film, vor dem man staunend und amüsiert und angerührt und beglückt sitzt. Altersglühen! Umwerfender Titel. Zwischen Vorglühen und Verglühen. Speed Dating für Senioren – schreckensreicher Untertitel. Klingt irgendwie nach Tanztee mit Rollator. Ist es aber nicht. […] Was für ein Spaß. Auf gar keinen Fall verpassen!“

### Einschaltquoten
Die Spielfilmfassung von Altersglühen hatte am 12. November 2014 auf Das Erste Premiere. Rund 5,07 Millionen Zuschauer schalteten zur Erstausstrahlung ein, was einem starken Marktanteil von 16,2 Prozent beim Gesamtpublikum entsprach. In der werberelevanten Zielgruppe der 14- bis 49-Jährigen konnte hingegen lediglich 5,4 Prozent Marktanteil verbucht werden. Die starke Gesamtquote reichte dennoch für den Tagessieg.

## Auszeichnungen
- 2011 Deutscher Hörspielpreis der ARD (für die Hörspielfassung des NDR)
- 2014 Sonderpreis Idee und Konzept beim Fernsehfilmfestival Baden-Baden für Jan Georg Schütte
- 2015 Grimme-Preis für Jan Georg Schütte (Buch/Regie) und Ulf Albert (Schnitt) sowie Publikumspreis der Marler Gruppe
- 2015 Günter-Rohrbach-Filmpreis (Preis der Saarland Medien GmbH) für Jan Georg Schütte
- 2015 Preis der Deutschen Akademie für Fernsehen in der Kategorie Filmschnitt für Ulf Albert und in der Kategorie Produzenten für Michael Eckelt
- 2016 Deutscher Fernsehpreis in der Kategorie Bester Schnitt für Ulf Albert